# Голицын, Иван Юрьевич
Князь Иван Юрьевич Голицын (или Голицын-Булгаков; ум. 1582 или 1583) — боярин, голова и воевода в царствование Ивана Грозного.

## Биография
В 1540 году третий голова и пятый есаул в Государевом полку, командовал 167 детьми боярскими в Колыванском походе. В 1543 году воевода в Калуге. В 1547 году воевода правой руки войск в Коломне. В 1549 году стольник и третий голова в Государевом полку, командовал 167 детьми боярскими в шведском походе. В ноябре 1555 года на свадьбе князя Ивана Дмитриевича Бельского и княжны Шуйской, был в свадебном поезде. В 1555-1557 годах рында с государевым большим саадаком в походах в Коломну и Тулу против крымцев. В 1560 году, после отпуска с Сосны боярина князя Воротынского, по "рыльским вестям" о приходе крымцев, третий воевода Большого полка, а по роспуску больших воевод первый воевода в Туле. В этом же году, в связи с крымской угрозой, велено ему идти из Тулы и быть первым воеводою в Пронске. В 1564 году 1-й воевода в Дедилове, а после первый воевода Передового полка в Туле, в апреле в Калуге, откуда послан в Брянск, а по возвращении, первый воевода Сторожевого полка и велено ему, в случае с польской угрозой, идти с боярином и князем Бельским, в сентябре вновь первый воевода в Дедилове,  В этом же году при приёме и угощении польского посла, сидел вторым за столом. В мае 1565 года указано сходиться ему на берегу Оки и быть воеводою Большого полка с князем Бельским, а по тайной росписи велено ему по вестям идти с берега на встречу Государю воеводою Большого полка с боярином и князем Мстиславским, в сентябре 1-й вылазной воевода в Рязани. В 1566 году воевода в Туле. В 1568 году первый воевода войск правой руки в Великих Луках, потом командовал полком в Торопце после ухода царских войск из Новгорода в Москву. В этом же году второй воевода Большого полка на берегу Оки против крымцев. В мае 1570 году первый воевода в Туле. Во время нашествия татар первый воевода войск левой руки на берегу Оки, и велено ему для отпора врагу идти за реку первым воеводою Большого полка. В 1571 году вновь первый воевода в Туле. В 1572 году послан воеводою в Пермь Великую. С весны 1573 года первый воевода Сторожевого полка на берегу Оки. В 1574 году пожалован  бояриным, в октябре первый воевода, командовал большим полком в походе к Мурому и Елатьме, против казанцев. С весны 1575 года командовал большим полком в Серпухове на случай татарского набега, откуда вызван в Москву на Собор. В этом же году послан первым воеводою войск правой руки на Мышегу и с ним одиннадцать голов, а в августе воевода Большого полка в Серпухове.
В январе 1577 года первый воевода войск правой руки, командовал полками в Колывани, а с ним шесть голов, откуда со многими боями в марте возвратился в Псков. С апреля первый воевода Большого полка в Калуге.
Несмотря на ограниченность его воинских способностей был главнокомандующим в Ливонской войне с Баторием;
В 1578 году послан первым воеводою Сторожевого полка в Лифляндию, а в мае первый воевода Большого полка в Ливонию, где взял город Полчев, в июле ходил к Кесии, под Венденом русские были разбиты, а Голицын бежал с поля боя; но вместо наказания в 1579 году царь вновь послал его начальствовать войском — результатом этого стала потеря Полоцка и осада Пскова.
В 1580 году оставлен в Новгороде 2-м воеводой, где собирал детей боярских, позднее — 2-й воевода в Пскове.
В 1581—1582 годах 1-й воевода в Новгороде. В 1583 году осадный воевода в Новгороде, где и умер.

## Семья
- Отец: Юрий Михайлович (ум. 1561) — князь, боярин
- Брат: Василий Юрьевич (ум. 1584) — князь, боярин
- Жена: Ирина Ивановна Мстиславская (ум. 1621), дочь Ивана Фёдоровича Мстиславского

Дети:
- Андрей Скуриха (ум. 1607)
- Иван Шпак (ум. 1607)
- Елена (ум. 1597); муж — Григорий Михайлович Аминев
- Марфа (ум. 1556); муж — Степан Александрович Волоцкий[5][уточнить]
- Евдокия (ум. 1597); муж — Александр Никитич Романов